# Bernhard Landauer

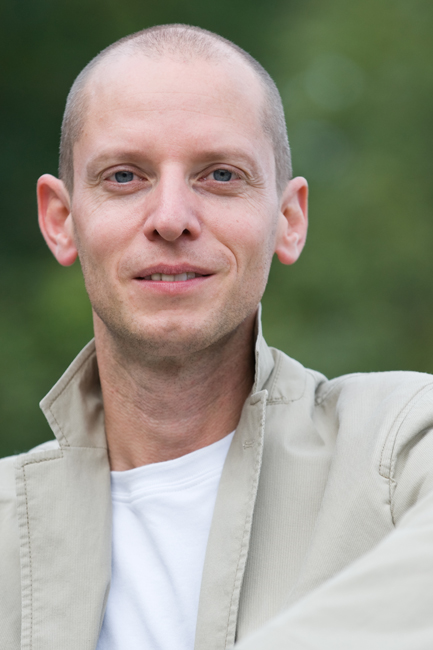
Bernhard Landauer 2009
Foto: Bryan Reinhart

Bernhard Landauer (* 20. Juli 1970 in Innsbruck) ist ein österreichischer Countertenor in der Tonlage Altus.
Er machte seine ersten Konzert- und Bühnenerfahrungen als Sopransolist der Wiltener Sängerknaben in Innsbruck und studierte an der Wiener Musikhochschule Gesang bei Helene Karusso und Kurt Equiluz. Weiteren Unterricht erhielt er bei Karl-Heinz Jarius in Frankfurt am Main.
Landauer singt neben Alter Musik auch Literatur, die für einen Countertenor ungewöhnlich ist. So sang er Schuberts Winterreise, den Krämerspiegel von Richard Strauss, den Fjodor in Mussorgskis Boris Godunow oder das ursprünglich für falsettierenden Bariton komponierte Stück Kassandra von Iannis Xenakis. Zeitgenössische Musik ist ein wichtiger Bestandteil seiner Tätigkeit. Er war beteiligt an Uraufführungen von Alfred Schnittke, Giorgio Battistelli und anderen Komponisten des 20. und 21. Jahrhunderts.
Landauer trat in vielen europäischen Häusern auf und arbeitete mit Dirigenten und Regisseuren wie etwa Philippe Arlaud, Brigitte Fassbaender, Achim Freyer, Thomas Hengelbrock, René Jacobs, The King’s Consort, Ton Koopman, Harry Kupfer, David Pountney, Nicola Raab oder Mstislaw Rostropowitsch zusammen und ist auf über 70 CD-Einspielungen zu hören.
2014/15 sang er in einer Produktion von George Benjamins Oper Written on Skin an der Königlichen Oper Stockholm, in der Pop-Oper You Us We All von Shara Worden in der Sitcom-Opernserie des österreichischen Komponisten Bernhard Gander für die Bregenzer Festspielen und das Festival wien modern.
Er lebt seit 2000 in Salzburg.
Weiters ist Landauer ein Entwickler im Core-Team des freien, auf GNU/Linux-basierenden, Betriebssystems Manjaro.